# Dicropaltum rubicundus
Dicropaltum rubicundus är en tvåvingeart som först beskrevs av James Stewart Hine 1909.  Dicropaltum rubicundus ingår i släktet Dicropaltum och familjen rovflugor. Inga underarter finns listade i Catalogue of Life.